# Short Orders
Short Orders è un cortometraggio muto del 1923 diretto da Scott Pembroke e Hal Roach. Prodotto da Hal Roach con Stan Laurel.
Il cortometraggio fu pubblicato il 2 settembre 1923.

## Trama
Stan è un giovane un po' maldestro che lavora in un caffè sia come lavatore di finestre sia come cameriere.
In una giornata particolare gli capita di servire dei clienti alquanto stravaganti: uno a cui non va bene la misura del suo cacio, un altro che vuole un panino con triplo gorgonzola e un altro ancora che ordina una meringa!
Quando è troppo è troppo: Stan perde la pazienza, dopo che un cliente si è lamentato col direttore perché la sua bistecca era talmente immangiabile da sembrare suola da scarpe, e si licenzia.
Appena uscito fuori si accorge di avere la suola di una scarpa completamente consumata, quindi va dal calzolaio con la bistecca e se la fa montare come rinforzo della vecchia suola.
Poco dopo si allontana per la sua strada, inseguito da un branco di cani affamati.